# Ursus thibetanus formosanus
L'orso nero di Formosa (Ursus thibetanus formosanus, o Selenarctos thibetanus formosanus), noto anche come orso dalla gola bianca, è un orso nero selvatico ed una sottospecie di orso nero asiatico (Ursus thibetanus).

## Descrizione
L'orso nero di Formosa è un animale robusto, dotato di testa tonda, collo corto, occhi piccoli e muso lungo. La sua testa è lunga 26–35 e le sue orecchie sono lunghe 8-12 cm. Il suo muso ricorda quello di un cane, e da qui deriva il suo soprannome "cane orso". La sua coda è corta, e di solito misura meno di 10 cm. Il suo corpo è ricoperto da peli ruvidi, lucidi e neri, che possono crescere fino a 10 cm di lunghezza intorno al collo. La punta del mento è bianca. Sul petto è presente un caratteristico segno giallastro o bianco a forma di "V" o simile una falce di luna. Per via di questa caratteristica viene anche chiamato "orso della luna". Pesa dai 60 kg ai 200 kg.

## Distribuzione
Questi animali sono endemici di Taiwan e sono gli animali più grandi e gli unici orsi (Ursidae) che si possono trovare sull'isola. Si possono vedere solitamente nelle aree di foresta montana nei due-terzi orientali dell'isola, ad altitudini tra i 1000 m e i 3500 m.

## Habitat e comportamento
L'orso di Formosa vive nelle foreste montuose del Taiwan orientale ad altitudini comprese tra i 1.000 e i 3.000 m. In inverno, invece di andare in letargo come gli altri orsi neri asiatici, si spostano a quote più basse per trovare cibo. Sono attivi principalmente durante il giorno in primavera e in estate; e più attivo di notte in autunno/inverno quando le ghiande sono abbondanti. Sono animali solitari e tendono a spostarsi molto, tranne durante la stagione degli amori o quando si prendono cura dei cuccioli. Gli orsi di Formosa sono anche gli unici orsi del pianeta che fanno nidi temporanei.
Sebbene sembrino goffi e lenti, gli orsi neri di Formosa possono facilmente superare in velocità gli umani, raggiungendo i 30-40 km all'ora. Sono anche abili nuotatori e arrampicatori. A causa del loro status di specie in via di estinzione e della loro abitudine di evitare gli umani, gli orsi neri di Formosa sono visti raramente in natura. Nella maggior parte degli incontri l'orso si limita a fugge. Possono essere potenzialmente aggressivi, ma raramente attaccano gli umani senza provocazione.

## Dieta
Gli orsi neri di Formosa sono onnivori e si nutrono principalmente di foglie, gemme, frutta, radici, insetti e piccoli animali, sebbene possano nutrirsi anche di carcasse e carogne. Sono solitari e solitamente sono girovaghi, tranne che durante la stagione degli amori o quando allevano i piccoli.

## Conservazione
A causa del grave sfruttamento e del degrado dell'habitat negli ultimi decenni, le popolazioni di orsi neri selvatici di Formosa sono in declino. Questa specie è stata elencata come "in via di estinzione" nel Wildlife Conservation Act del Taiwan (cinese tradizionale :野生動物保育法) del 1989. La loro distribuzione geografica è limitata ad aree remote e ad altitudini di 1.000–3.500 metri (3.300–11.500 piedi).